# Метаногенез
Метаногенез, метаногенезис — анаеробний мікробіологічний процес внаслідок якого метаногенами утворюється газова суміш, яка називається біогазом. Виробництво метану є важливою і поширеною формою мікробного метаболізму. У більшості середовищ це останній етап розкладання біомаси.

## Значення
Метаногенез є центральним компонентом вуглецевого циклу Землі.

## Біохімія метаногенезу
Для метаногенезу, крім метанових бактерій, важлива участь інших організмів: бактерій, що перетворюють продукти деструкції целюлози, ацетогенних бактерій, продукти діяльності яких можуть входити в живильні субстрати для метаногенів.